# 被缚的普罗米修斯

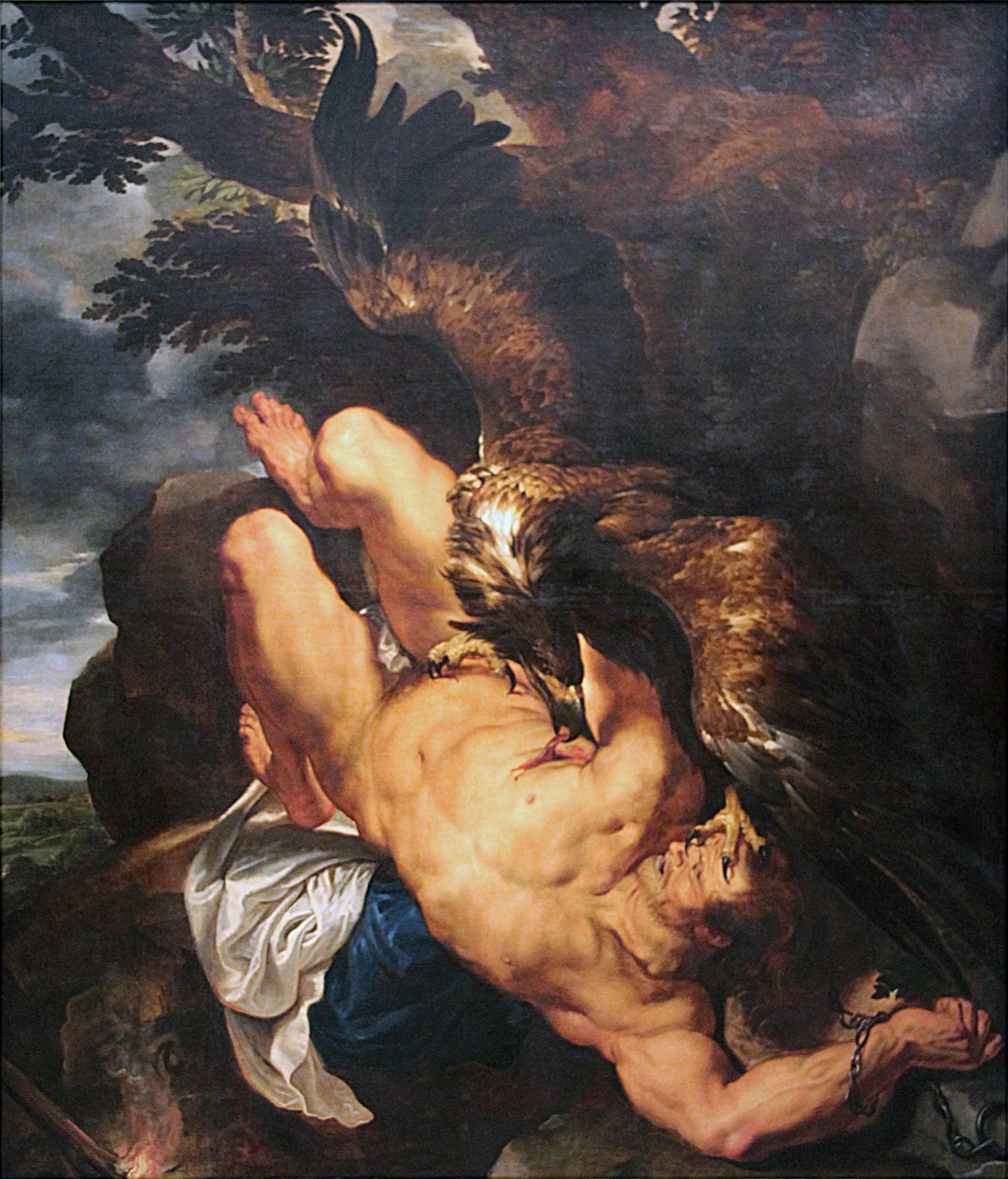
《被缚的普罗米修斯》，彼得·保羅·魯本斯作品，畫中右方的鷹由弗蘭斯·斯奈德斯（Frans Snyders）繪畫

《被缚的普罗米修斯》被列为古希腊悲剧作家埃斯库罗斯的作品，但现代大多数学者都认为原作者另有其人，可能晚至公元前4世纪。然而，大多数的埃斯库罗斯作品集还是将其收入。有证据表明它是三部曲中的一部（第一部或者是第二部），而其余两部：《被解绑的普罗米修斯》和《送火者普罗米修斯》仅有残片存世。
这部作品取材于希腊神话，普罗米修斯是一个泰坦神，他将使用火的秘密泄露给凡人，从而招致宙斯的惩罚。然而普罗米修斯（意为“预见”）知晓谁将会推翻宙斯这一秘密，而他拒绝透露这个消息。

## 角色
- 克拉托斯
- 比亚
- 赫淮斯托斯
- 普罗米修斯
- 俄刻阿诺斯
- 伊娥

## 大纲
作品基本上完全由语言构成，很少有动作，这是因为反叛的英雄已经被缚，丧失了行动的能力。在剧的一开始，克拉托斯（力量）、比亚（强力）和铸炼之神赫淮斯托斯将普罗米修斯绑在高加索的高山上，尔后离去。俄刻阿诺斯的女儿们——剧中的歌队——出场来安慰普罗米修斯，而俄刻阿诺斯本人作为朋友也赶来，劝阻他不要宣扬有关宙斯被推翻的预言，以免遭致宙斯更进一步的愤恨。随后宙斯所钦慕的伊娥也来拜访，她为了躲避嫉妒的赫拉而被宙斯变成了一头母牛。普罗米修斯将她的未来如数告知于她，称她的一个子嗣将要来解救自己于苦厄。最后，愤怒的宙斯差遣信使赫耳墨斯前来质询有关将要威胁宙斯地位的人物的信息，但普罗米修斯拒绝了，于是被激怒的宙斯用雷霆将他打入深渊。

## 主题
贯穿全剧的是普罗米修斯的桀骜不驯，为了平凡的人类的福祉而牺牲自己；而宙斯则被描绘成一个暴君，专制而凶残。这种对宙斯的处理同传统阿提卡戏剧是截然不同的，甚至埃斯库罗斯本人在别的剧目中，都将宙斯描述成“神与人的父”。这也是为什么学者會懷疑这部剧的作者另有其人。有说法认为该剧是一部政治寓言剧。

## 声誉
《被缚的普罗米修斯》在很长时间内都未得到重视，直到十九世纪早期。当时的浪漫主义作家认同于普罗米修斯的桀骜，拜伦在孩童时期就深深地被这部剧所吸引，称它影响了他所有的创作。雪莱在诗歌《松绑的普罗米修斯》中借用了该剧的材料来表达自己的思想（《松绑的普罗米修斯》和《被解绑的普罗米修斯》英文名稱相同）。歌德亦以此一主題寫過一首詩。